# 石门站 (北京市)
石门站是北京地铁15号线上的一座车站，位于北京市顺义区旺泉街道顺于路、顺白路、府前西街交叉口。

## 位置
石门站位于府前西街（东西向）和顺西路－顺白路（南北向）交汇处，呈东西走向。

## 结构

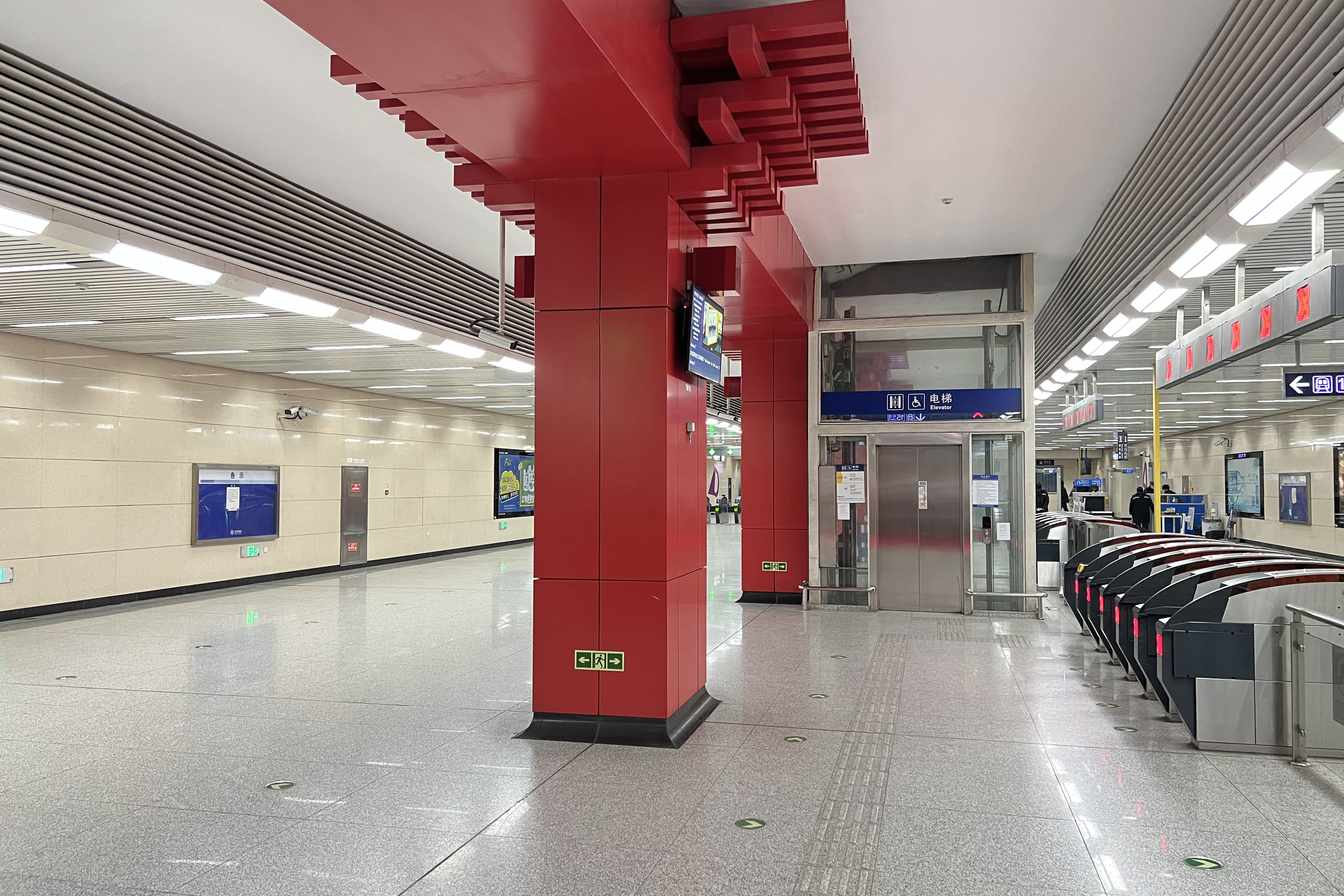
站厅

石门站为地下车站，双跨结构，岛式站台设计。采用中国红斗拱装饰。
| 地面层          | 地面                   | A-D出入口                        |
| 地下一层 站厅层 | 站厅                   | 客务中心、自动售票机、进出站闸机 |
| 地下二层 站台层 |                        | █ 15号线往清华东路西口（南法信） |
| 地下二层 站台层 | 岛式站台，左側開门     |                                  |
| 地下二层 站台层 | █ 15号线往俸伯（顺义） |                                  |

## 出入口
|                       |          |                                                          |      |            |  |
| 编号                  | 指示     | 建议前往的目的地                                         | 图片 | 无障碍设施 |  |
| 出口 · A              | 顺白路   | 宏城花园、顺义区环保局                                   |      | 不適用     |  |
| 出口 · B · 升降机标志 | 顺白路   |                                                          |      |            |  |
| 出口 · C              | 府前西街 | 隆华奥特莱斯购物广场、益麒麟家居建材广场、京承铁路顺义站 |      | 不適用     |  |
| 出口 · D              | 顺于路   | 四季花城、北京开放大学顺义分校                           |      | 不適用     |  |
| 註： 設有             |          |                                                          |      |            |  |